# Brycon gouldingi
Brycon gouldingi é uma espécie de peixe da família dos caracídeos e da ordem dos caraciformes. Os machos podem alcançar 47,8 cm de comprimento. A espécie possui 47 vértebras.
Comem frutos e insetos. E vivem em zonas de clima tropical, na América do Sul, mais especificamente, na bacia do rio Tocantins, no Brasil.